# Клеопатра Младшая
Клеопатра Младшая (? — после 63 года до н. э.) — понтийская царевна, дочь Митридата VI.

## Биография
Клеопатра была дочерью царя Митридата VI Евпатора, её матерью была неизвестная наложница. Её называли Клеопатрой Младшей, поскольку у царя была старшая дочь Клеопатра Понтийская, супруга царя Великой Армении Тиграна II.
Во время восстания в Фанагории, Клеопатра, вместе с четырьмя братьями: Артаферном, Ксерксом, Дарием, Оксатром и сестрой Эвпатрой находилась в осажденной восставшими крепости. Из-за поджога бунтовщиками ближайших деревьев и боязни пожара, Эвпатра сдалась с братьями в плен восставшим. Клеопатра Младшая оказала сопротивление мятежникам и выбралась из мятежного города. Митридат отправил флот бирем, и царевна вернулась к отцу.
Больше о судьбе царевны ничего неизвестно.